# Austrolimnophila (Austrolimnophila) natalensis
Austrolimnophila (Austrolimnophila) natalensis is een tweevleugelige uit de familie steltmuggen (Limoniidae). De soort komt voor in het Afrotropisch gebied.